# Alberto Camerini (album)
Alberto Camerini è il quarto album dell'omonimo artista, pubblicato dalla CBS nel 1980. Particolare riscontro, anche grazie ai passaggi radiofonici e televisivi, fu ottenuto dal brano Serenella contenuto nel primo singolo assieme a Ska-tenati.
Nel 1990 l’album fu ristampato in versione vinile, cassetta e per la prima volta anche in CD da parte della Sony Music.

## Tracce

### Lato A
1. Stasera - 2:50
2. Voglio te - 3:15
3. Sintonizzati con me - 2:54
4. Valentino - 3:25
5. Lei lo sa già - 3:19
6. Elena - 3:05

### Lato B
1. Ska-tenati - 2:20
2. Balanzone - 2:46
3. Serenella - 2:58
4. Frittelle - 2:44
5. Limone e cannella - 3:51
6. Re di plastica - 3:06

## Musicisti
- Alberto Camerini - voce, chitarra (tracce 2-4, 6 e 8-11)
- Dario Rezzola - batteria (tracce 9 e 12), cori
- Roberto Colombo - arrangiamenti, tastiera, cori, pianoforte, Fender Rhodes (traccia 5), pianoforte elettrico (traccia 11), chitarra (tracce 5 e 7), synth (tracce 1-6, 8 e 12)
- Giaso Cancelleri - synth (tracce 4 e 7-10)
- Flaviano Cuffari - batteria (tracce 1-8, 10 e 11)
- Roberto Stemby - chitarra (tracce 1, 4-5, 7, 8, 9 e 11), cori
- Paolo Donnarumma - basso
- Massimo Colombo - synth (tracce 4, 8 e 10)
- I Piccoli Cantori di Milano - cori (traccia 8)
- Piero Brami - cori

## Produzione
- Roberto Colombo - produzione
- Mauro Cauchi – tecnico Del Suono
- Piero Bravin - tecnico Del Suono
- Valentino Maggioni – direttore artistico
- Camilla Santi – grafica di copertina
- Wanda Monti - grafica di copertina